# エルネスタ・レニャーニ・ビシ
エルネスタ・レニャーニ・ビシ（Ernesta Legnani Bisi、1788年6月18日 - 1859年11月13日）は、イタリアの画家、版画家。主に肖像画を描いた。

## 略歴
ミラノかスイスのローザンヌで生まれた。ミラノのブレラ美術アカデミーで版画を学び、版画家のジュゼッペ・ロンギ(Giuseppe Longhi: 1766-1831) の指導を受けた。優秀な学生として知られるようになり、1810年にアカデミーの賞を受賞した。1811年にアカデミーの教授でジェノヴァ出身の風景画家のジュゼッペ・ビシ(Giuseppe Bisi: 1787-1869)と結婚した。ビシ夫妻には9人の子供ができ、娘のアントニエッタ・ビシ(Antonietta Bisi: 1813-1866)や、フルヴィア・ビシ(Fulvia Bisi: 1818-1911)らも画家になり、別の娘、クリスティーナは夫の教え子の画家、ジュゼッペ・ベルティーニと結婚した。
イタリア独立運動の熱心な支援者で、イタリア各地で武装蜂起を企てた「カルボナリ」や「Società delle Giardiniere」といった秘密結社の女性たちの友人であった。ミラノでの蜂起に重要な役割を果たした、女性文学者、画家のビアンカ・ミレージ(Bianca Milesi Mojon)の友人でも会った。
美術家としては肖像画を専門とし、版画家としてミラノのパラッツォ・レアーレのために、15世紀から17世紀の画家マルコ・ドッジョーノ(Marco d'Oggiono)やジャコモ・カヴェドーネ、パルマ・イル・ジョーヴァネ、パリス・ボルドーネらの作品を版画にする仕事をし、1812年に出版された「著名なイタリア人の生涯と肖像(Vite e ritratti di illustri italiani)」のためにマリア・ガエターナ・アニェージやヴィットリア・コロンナ、ジョヴァンニ・バッティスタ・モンテジアなどの人物の肖像版画を制作した。

## 作品

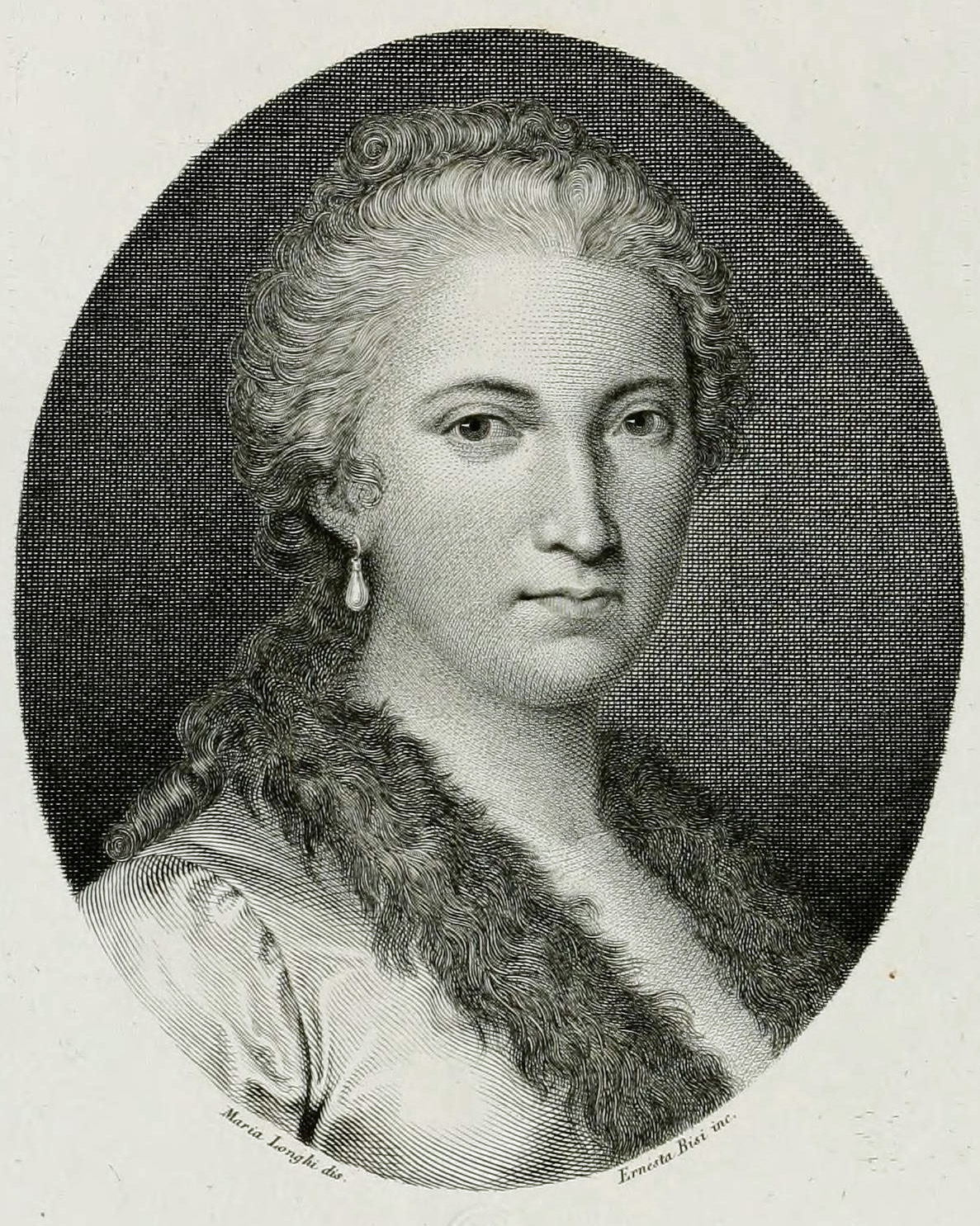
マリア・ガエターナ・アニェージ
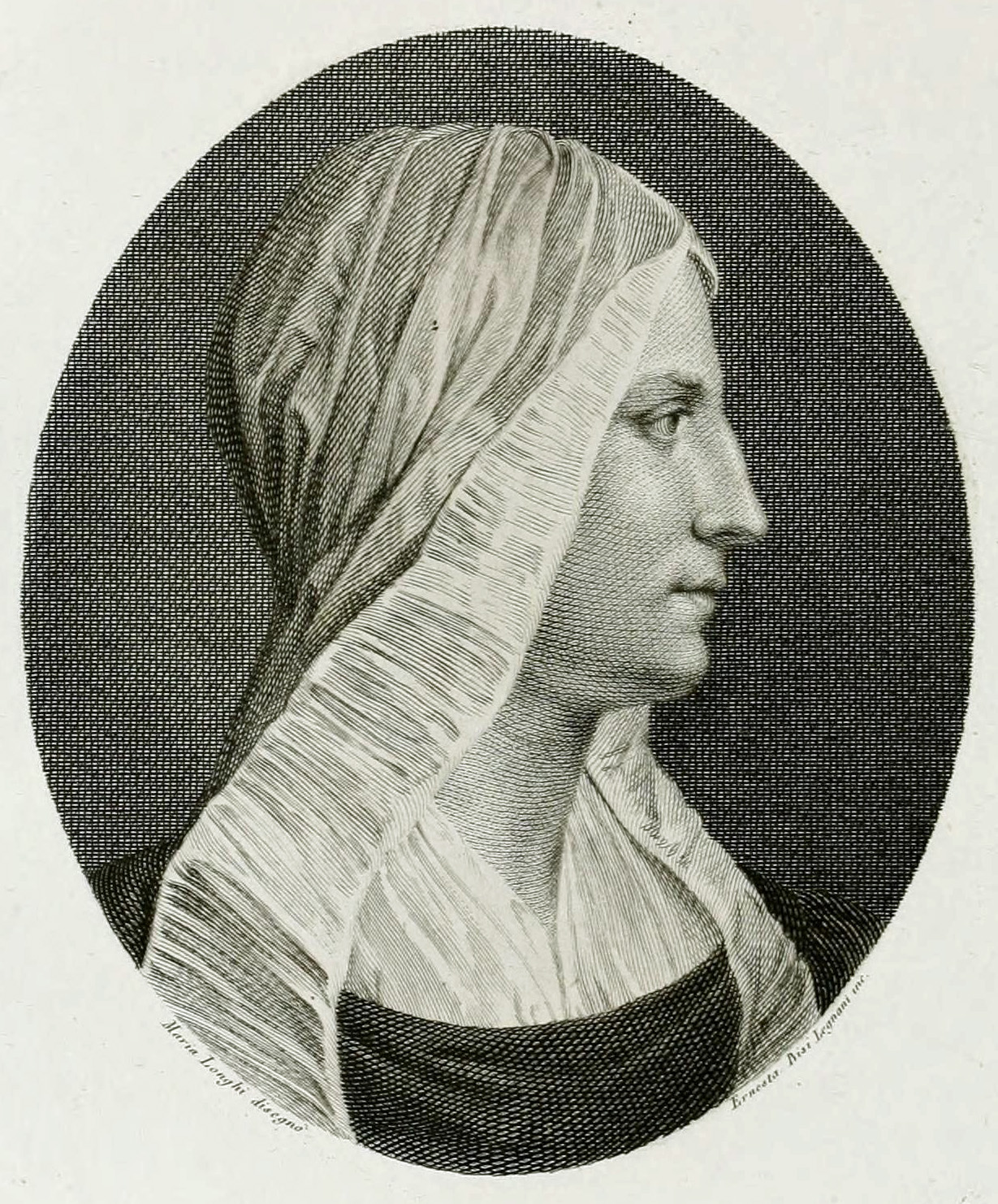
ヴィットリア・コロンナ
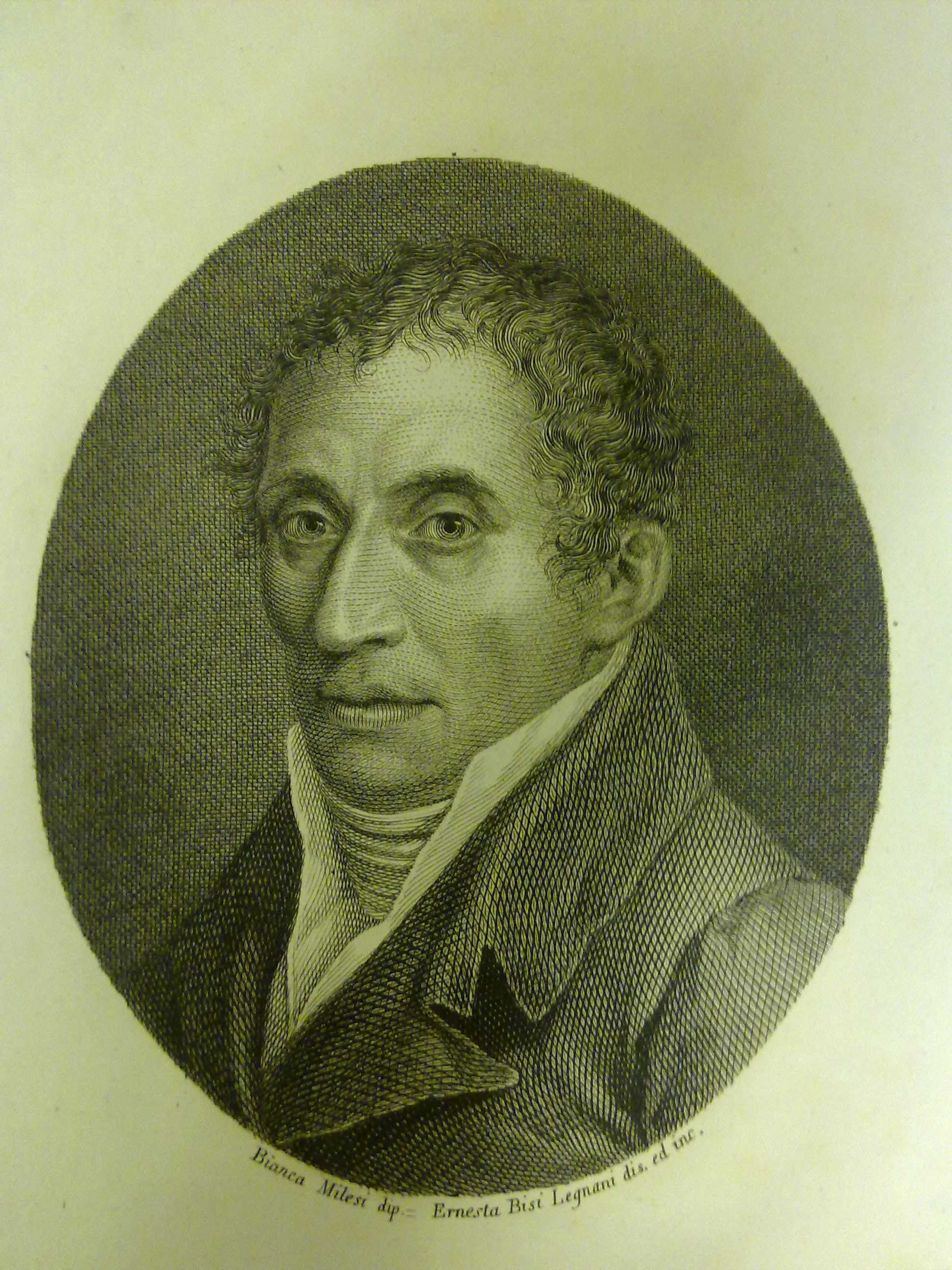
ジョヴァンニ・バッティスタ・モンテジア（医学者）